# ジェームズ・マティス
ジェームズ・ノーマン・マティス（英語：James Norman Mattis、1950年9月8日 - ）とは、アメリカ合衆国の軍人。階級は海兵隊大将。統合戦略軍司令官、NATO変革連合軍最高司令官、中央軍司令官を歴任し、ドナルド・トランプ政権で第26代アメリカ合衆国国防長官を務めた。

## 概説
湾岸戦争に第1海兵大隊長として「不朽の自由作戦」に第1海兵遠征旅団長としてイラク戦争にアメリカ軍第1海兵師団長としてそれぞれ出征した。2007年に海兵隊大将に進級し、2007年から2010年まで統合戦力軍（USJFCOM）司令官を務めた。
2007年から2009年までNATO変革連合軍最高司令官を兼任した。その後2010年から2013年までペトレイアスの後任として中央軍司令官を務め、2013年に海兵隊を退役した。
2017年1月20日に国防長官に就任した。海兵隊出身者として中央軍司令官・国防長官に就任した最初の人物となる。

### 渾名
プライベートでは戦史・戦略の研究に時間を費やし、結婚もせず子供も居ないため『戦う修道士（Warrior Monk）』と呼ばれており、またアメリカ海兵隊時代には部下を心服させ、粘り強く戦い続ける歴戦の実戦指揮官としての名声から『荒くれ者、狂犬（Mad Dog）』などと呼ばれている。
アメリカの報道機関ではマッド・ドッグ（Mad Dog）で呼ばれることが多く、国防長官に指名したトランプ大統領もマティスが戦場で不敗であったことが渾名の由来と述べ、紹介する際にマッド・ドッグと呼んでいる。
日本の主要メディアはマッド・ドッグを主に『狂犬』と直訳して報じているが、マティスの名声に由来する渾名であるため『荒くれ者』が妥当との意見もある。
なお『カオス（Chaos）』という渾名もあるが、本人の性格では無く海兵隊時代のコールサインに由来する。

## 来歴

### 佐官昇進まで
1950年9月8日にワシントン州プルマンでアメリカ商船隊に所属するジョン・ウェスト・マティスとルシール夫妻の間に誕生する。母親のルシールは第二次世界大戦中に情報部隊員として南アフリカ共和国で軍務に就いていた。
1969年に海兵隊の予備員名簿に登載され、セントラル・ワシントン大学で予備役将校訓練課程（ROTC）を履修し、1971年に同大学で歴史学の教養学士（Bachelor of Arts in history）を取得し、1972年1月1日付で海兵隊少尉に任官した。
その後中尉に進級し、第3海兵師団のライフル小隊長、武器小隊長を務め、大尉に進級後は第1海兵大隊（第1海兵師団・第7海兵連隊隷下）でライフル中隊長・武器中隊長を務めた（これ以降マティスは第1海兵大隊長・第7海兵連隊長・第1海兵師団長を歴任した）。
任官中は上官からその知性を高く評価されており、数千冊の蔵書を保有するほどの読書家であった。上司であるロバート・H・スケールズ少将からは「私が今まで出会った中で最も知的で洗練された男」と評されており、本人曰くマルクス・アウレリウス・アントニヌスの「自省録」を通して身に付けたものだという。

### 佐官時代
少佐に進級したマティスはオレゴン州ポートランドにある新兵募集基地で新兵募集任務に従事した。中佐に進級して、第1海兵大隊長に就任。湾岸戦争において、同大隊は「砂漠の盾作戦」決行にあたって組織されたタスクフォースの1つ、「リッパー」（Task Force Ripper）の構成部隊の1つとなり、マティスも大隊長の1人としてタスクフォース・リッパーの指揮に関わった。その後大佐に進級し、第7海兵連隊長となった。

### 将官時代

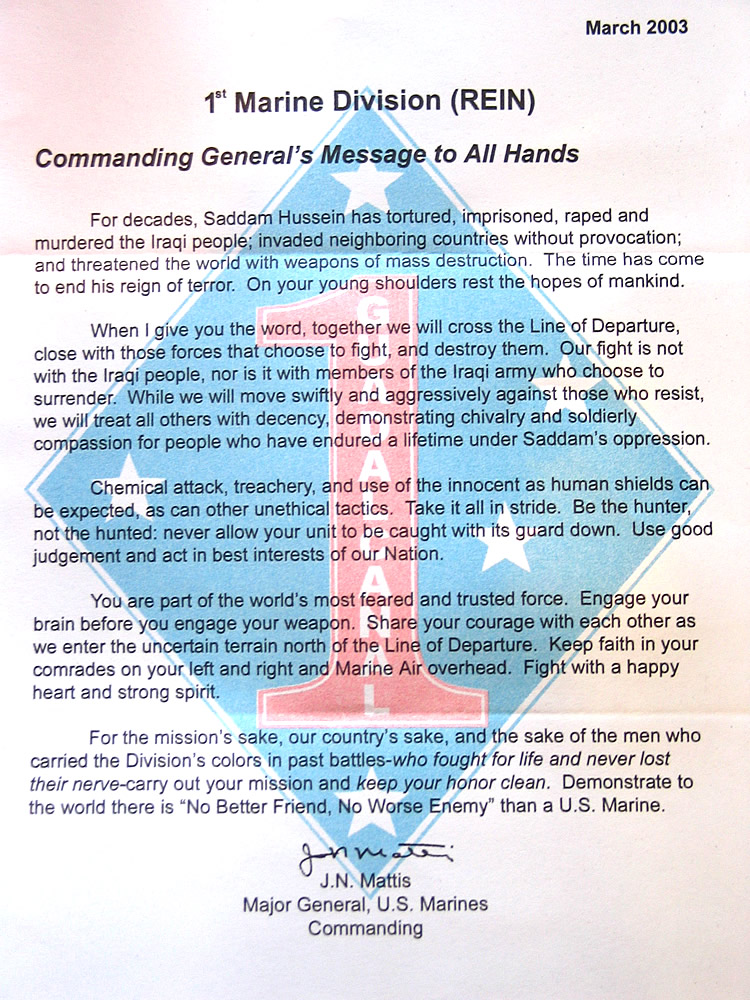
マティスが師団長を務める第1海兵師団が、2003年のイラク戦争に出征する際に、師団長から麾下の全員に送った手紙。第1海兵師団のモットーであるが記されている。

准将に進級したマティスは、2001年のアメリカ同時多発テロ事件に対する「不朽の自由作戦」において、第1海兵遠征旅団とアメリカ海軍隷下のタスクフォース58号を指揮する。同作戦でマティスは海兵隊員としては初めてアメリカ海軍のタスクフォースを指揮した人物となった。
少将に進級後、2003年に始まったイラク戦争において第1海兵師団を指揮する。同師団はアメリカ海兵隊から参加した第1海兵遠征軍の主力地上部隊であった。2004年4月のファルージャでの戦闘（ヴィジラント・リゾルヴ作戦）では、市内の暴徒たちの指導者との交渉で重要な役割を担う。またマティスは、11月の作戦（ファントム・フューリー作戦）の立案でも大きな役割を果たしている。
マティスは第1海兵師団のモットーである「No Better Friend, No Worse Enemy （味方にとっては最高の友であれ、敵にとっては最悪の相手であれ）」（ルキウス・コルネリウス・スッラの言葉を基にしている）を、イラクに出征するに際して、師団長から麾下の全員に送った手紙に記した。このモットーは第1海兵師団の小隊長であり、戦争犯罪の嫌疑を受けたイラリオ・パンターノ少尉についての報道で何度も言及された。
マティスは第1海兵師団の将兵に「Whenever you show anger or disgust toward civilians, it's a victory for al-Qaeda and other insurgents.（君たちがイラク市民に対して怒りや嫌悪を示すことが、即ちアルカーイダや他のならず者たちの勝利となってしまうことを忘れるな）」と訓示し、イラク市民に被害を及ぼすことを戒めた。
中将に進級したマティスは、本国に帰還して海兵隊戦闘開発コマンドの指揮官となった。
2005年にサンディエゴで行われた討論会で「You go into Afghanistan, you got guys who slap women around for five years because they didn't wear a veil. You know, guys like that ain't got no manhood left anyway. So it's a hell of a lot of fun to shoot them.（アフガニスタンへ行けば、ヴェールをつけないという理由で、女性を5年も殴り続けてきた奴らに出くわします。人間のクズとしか言いようがない。そんな奴らを撃ち殺すのは実に愉快です）」と発言した。当時の海兵隊総司令官であったマイケル・ヘギー海兵隊大将は、マティスの発言について「発言する時はもっと言葉を注意深く選ぶようマティス中将に注意した」と述べた。
2006年に第1海兵遠征軍司令官に就任した。翌年の2007年にはブッシュ大統領の指名・上院の可決により、マティスは大将に進級すると同時に統合戦力軍司令官に就任した。NATOの変革連合軍最高司令官を2009年まで兼任した。

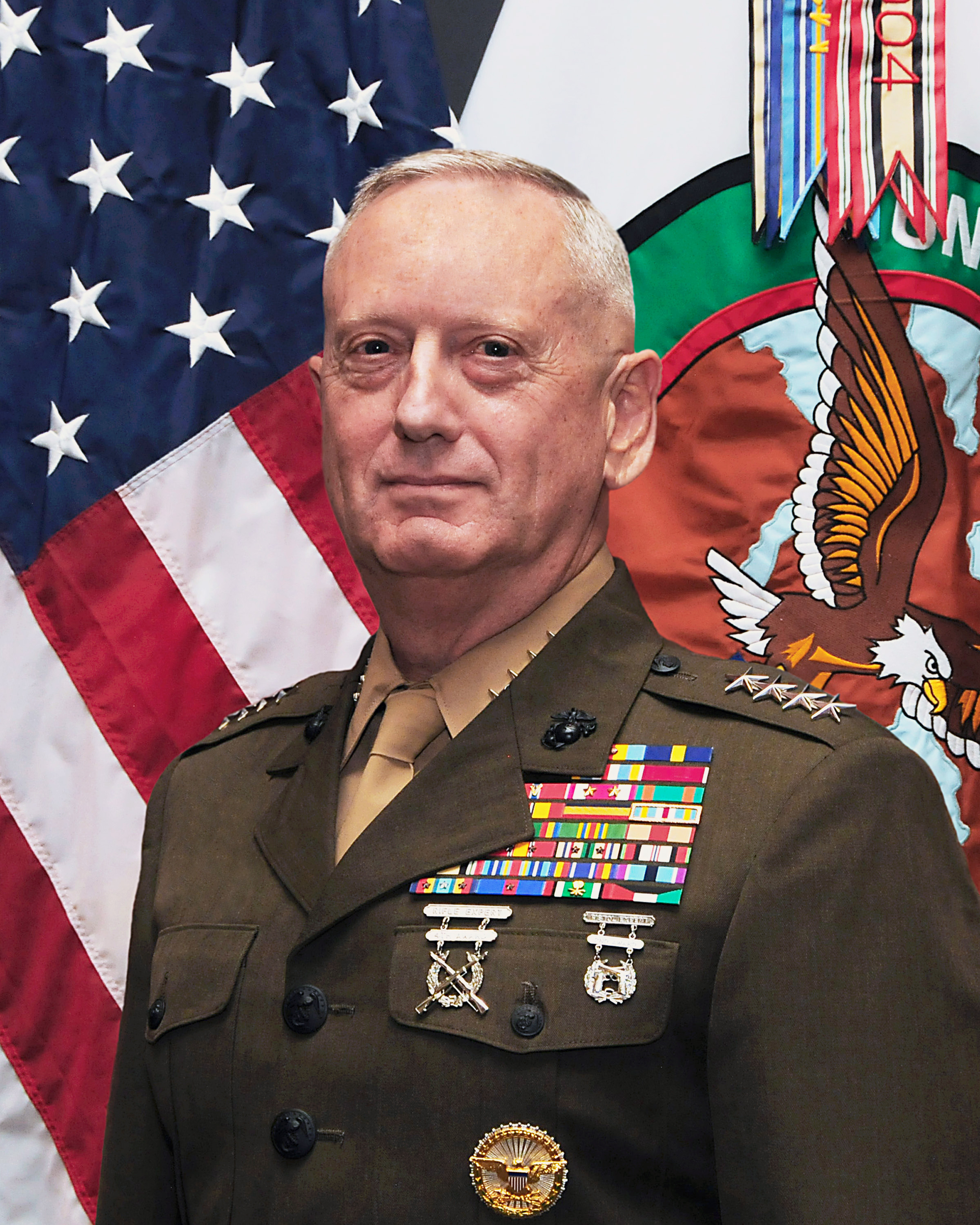
中央軍司令官時代

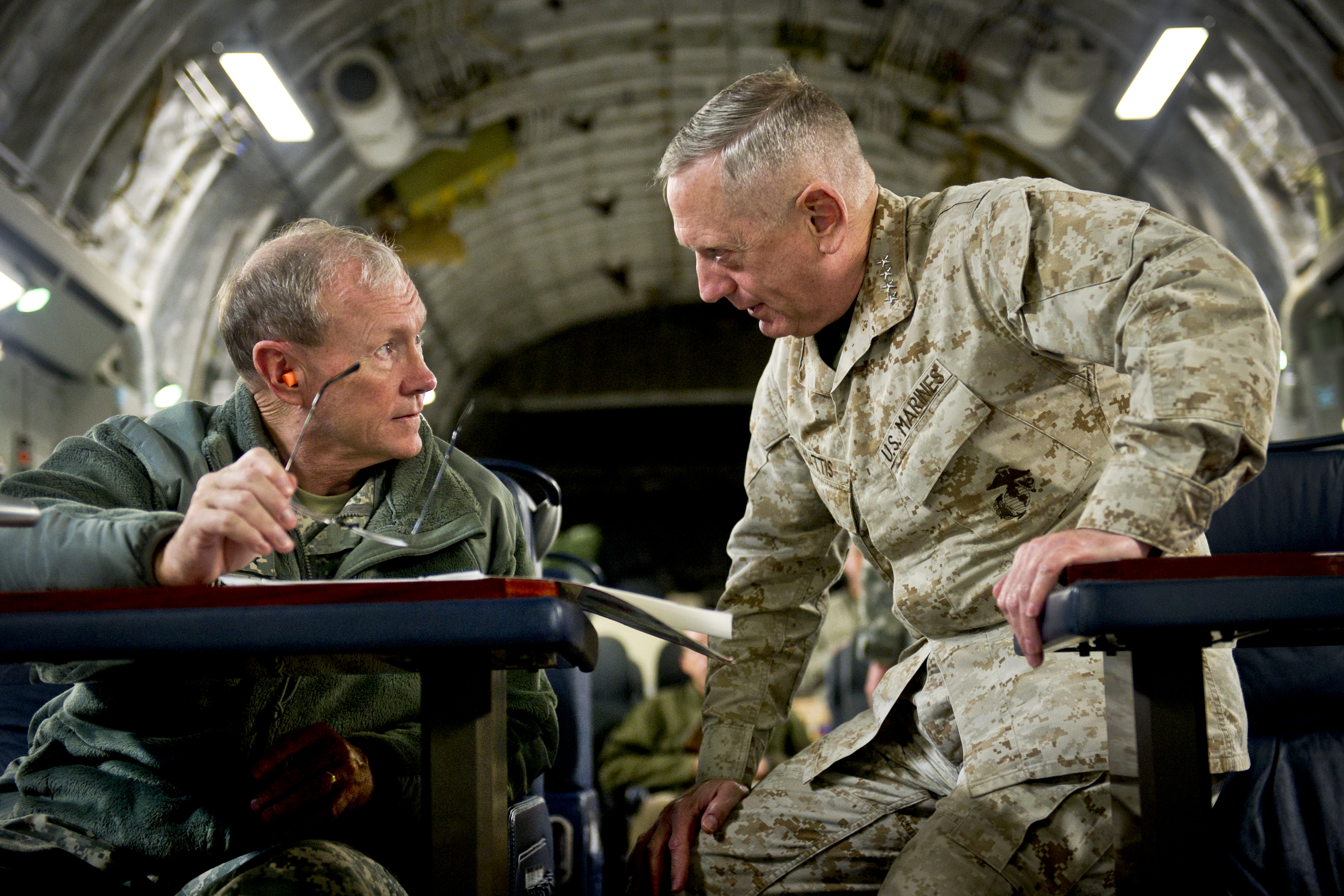
バグダードへ飛ぶC-17機内で統合参謀本部議長デンプシー陸軍大将(左)と話すアメリカ中央軍司令官マティス海兵隊大将(右) (2011年12月15日)

2010年7月にマティスは国際治安支援部隊（ISAF）司令官兼アフガニスタン駐留アメリカ軍（USFOR-A）司令官に転出することになったデヴィッド・ペトレイアス陸軍大将の後任として、ロバート・ゲーツ国防長官の推薦により、オバマ大統領より中央軍（CENTCOM）司令官に指名された。正式な指名は7月21日付けで発令された。本人事は極めて緊急性が高い人事だったこともあり速やかにアメリカ合衆国上院軍事委員会による承認プロセスがとられ、8月5日に上院軍事委員会において承認に向けた公聴会が開催された。本人事は上院軍事委員会及びその後の上院本会議での採決でも無事に承認を得て、マティスはペトレイアスの後任として8月11日付で正式にアメリカ中央軍司令官に就任した。これにより2011年7月にアレン中将が大将昇任・補職に伴って退任するまでの1年近くにわたり、同じアメリカ軍の統合軍の正副司令官ポストを共にアメリカ海兵隊出身の将官が務めるという状況が生まれた。このように同じ統合軍の正副司令官ポストを共に海兵隊出身の将官が占めるということは、史上初めてのことであった。しかし、後にオバマ政権と対イラン政策をめぐって対立し、解任となる。イランとの核合意に反対し、イランをISIL以上の脅威と考えるマティスの姿勢が原因とされる。

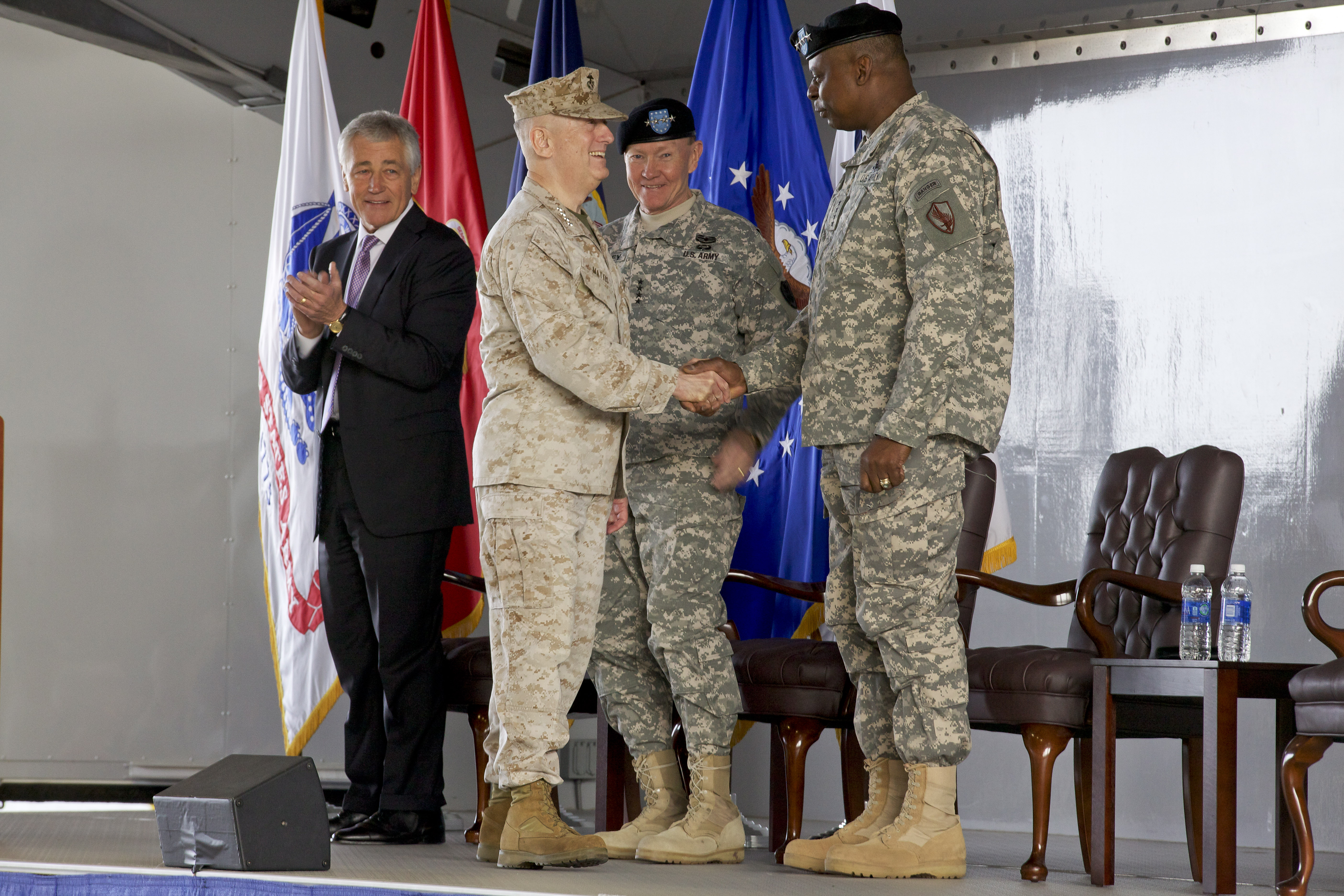
中央軍司令官をオースティン陸軍大将に引き継ぐ様子 (2013年3月22日)

2013年に中央軍司令官を退任し、同年に海兵隊を退役した。

## アメリカ合衆国国防長官

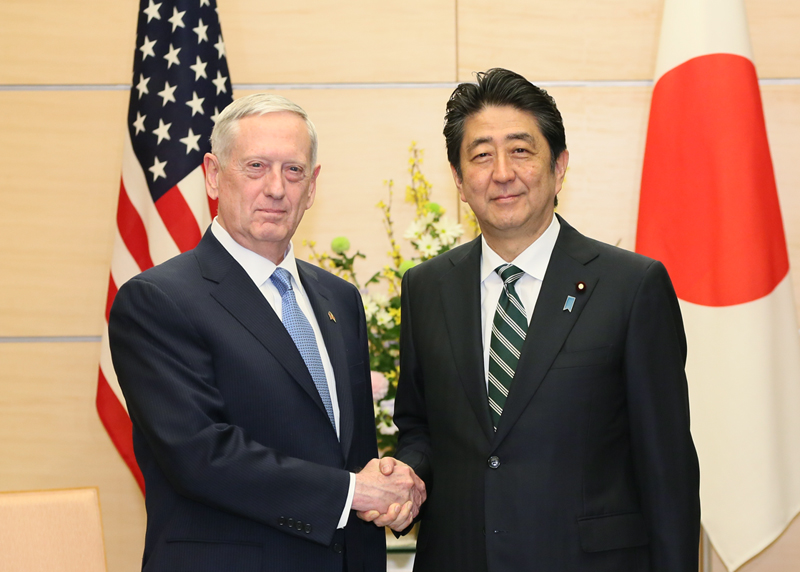
総理大臣官邸にて内閣総理大臣安倍晋三（右）と (2017年2月3日)

2016年11月20日にトランプ次期大統領はマティスを国防長官に指名することを検討していると発言した。ニュージャージー州ベッドミンスターでマティスと小一時間ほど会談したトランプは、その後ツイッター上で「国防長官に擬している『狂犬』ことマティス大将に昨日会い、深い感銘を受けた。彼は正しく将軍の中の将軍だ！」と発信した。
2016年12月1日にトランプはオハイオ州シンシナティで行われた凱旋集会において、マティスを次期政権の国防長官に起用する方針を発表し、12月6日にノースカロライナ州ファイエットビルで行われた集会で指名を正式発表した。国家安全保障法では軍人が国防長官に就任するには現役を退いてから7年経過していることを要すると定められているが、マティスが退役したのは2013年であるため、この要件に抵触してしまう。そこでマティスの指名の認否が連邦議会に諮られる事となる。
2017年1月20日に連邦議会（アメリカ合衆国上院）が98対1でマティスの国防長官就任を承認し、第26代アメリカ合衆国国防長官に就任した。これによりマティスはマーシャルに次いで史上2番目の退役から7年未満の国防長官となった。

### 就任後
就任後は相次いでヨーロッパ各国と電話会談を行い、NATOへの永続的関与を確約した。2017年2月に初の外遊先となる韓国と日本を訪問して北朝鮮への対処は最優先であるとして同盟の強化を謳った。アジア・太平洋やNATOをめぐる問題でかねてからマティスはトランプ大統領と比較して従来の同盟関係を重視する姿勢で知られている。トランプ大統領が主張していたテロ容疑者の水責め復活にも反対しており、トランプ大統領は「必ずしも私は賛成しないが、私が任せてる彼を優先する」として復活を断念した。
2017年2月15日にNATO国防相理事会に出席し、かつて自らがNATO変革連合軍で最高司令官を務めたことから「第二の故郷」としてNATOの重要性を説く一方で、NATO加盟国が負担を増やさない限り関与を減らす意向を表明した。また、ロシアは「国際法に違反する行動を行ってる」として現時点での軍事協力を否定した。
2017年9月26日にアフガニスタンへ予告無しで電撃訪問し、アシュラフ・ガニー大統領らと会談を行った。翌日27日、マティスが空港を出た直後にタリバンの攻撃があったが、タリバンのスポークスマンによると、マティスの飛行機が攻撃の標的だったと述べている。
2018年1月16日にティラーソン国務長官の呼びかけにより、カナダのバンクーバーで開かれた国連軍派遣国を中心とする外相会合に先立つ夕食会に出席し、外交努力が実らない場合は外相会合から国防相会合に発展するとして「アメリカには北朝鮮との戦争計画がある」と言明し、国連軍の派遣国・関係国と軍事面の連携で一致した。
2018年4月13日に起きたアメリカ・イギリス・フランスによるシリアのアサド政権への軍事攻撃では、トランプがロシア・イランも攻撃対象に検討するよう求めたものの、マティスの反対で抑制されたものになったという。後に2017年のシャイラト空軍基地攻撃の際もトランプが指示したバッシャール・アサド大統領の暗殺に対してマティスが反対したことをトランプは認めている。
2018年12月19日にトランプ大統領がISILとの戦争に勝利したとして、シリアからのアメリカ軍撤退を表明した。これにマティスが反発し、翻意を促したが聞き入れられず辞表を提出。12月20日にトランプが自身のツイッターを通じてマティスが2019年2月末でアメリカ合衆国国防長官を退任することを発表したが、後に2019年1月1日付けに繰り上げられた。大統領に宛てた辞表はアメリカ国防省により公開され、「同盟国に敬意を払うべき」といった大統領への進言も明らかにされたが、大統領側は「同盟国はとても重要だが、アメリカにつけ込んでいる場合は違う」と反論し、溝の深さが改めて明らかになった。退任時点でアメリカ合衆国国防長官の後任は決定しておらず、当面は副長官のパトリック・シャナハンが代行することとなった。その後、同年5月9日にシャナハンが次期国防長官に指名されたが、翌月にシャナハンが家庭上の都合を理由にこれを辞退したことから、代わりにエスパー陸軍長官が次期国防長官となり、2019年7月23日に第27代アメリカ合衆国国防長官に就任した。

### 退任後
2019年9月3日にビング・ウェストとの共著「コール・サイン・カオス」が出版された。
2020年6月にミネソタ州ミネアポリスで発生した反人種差別デモがアメリカ国内に拡大し、トランプ大統領が事態の鎮静化のため軍の出動を示唆したことに対し、マティスはアトランティック誌を通じて声明を発表、抗議者に対し軍を使用するのは「憲法上の権利の侵害」、トランプは「アメリカ人を結束させようとしないばかりか、そのふりさえしない」、「アメリカ人を分断しようとしている」としてトランプ大統領を痛烈に批判した。それに対抗し、トランプは、マティスを「世界で最も過大評価された将官」と呼び、自分がマティスを解任した、また自分が彼のニックネームをマッド・ドッグに変えたとツイート。ツイッター社は「トランプが虚偽の主張」と通知記事を掲示した。マティスの発言はアメリカ共和党のリーサ・マーカウスキー議員からも支持を得た一方で、トランプ大統領は同議員の落選運動を示唆するなど対立構造を見せた。
2021年1月3日にバイデン政権への移行を妨害するトランプ大統領の試みに国防総省や軍の高官が一切協力しないよう呼びかけるディック・チェイニー、マーク・エスパー、レオン・パネッタ、ドナルド・ラムズフェルド、ウィリアム・コーエン、チャック・ヘーゲル、ロバート・ゲーツ、ウィリアム・ペリー、アシュトン・カーターら歴代国防長官10人の共同声明に名を連ねた。